# To the Sky (chanson de Tijana Dapčević)
Chansons représentant la Macédoine du Nord au Concours Eurovision de la chanson
Pred da se razdeni
(2013) Autumn Leaves
(2015)
To the Sky (en français Vers le Ciel) est la chanson représentant la Macédoine au Concours Eurovision de la chanson 2014. Elle est interprétée par Tijana Dapčević.

## Eurovision
Le 28 août 2013, la Makedonska Radio Televizija annonce avoir sélectionné en interne Tijana Dapčević pour représenter la Macédoine. La chanteuse retient parmi une cinquantaine de chansons présentées une chanson en macédonien, Tamu kaj što pripagjam, composée par Darko Dimitrov et Lazar Cvetkoski et écrite par Elena Risteska. En novembre 2013, Dapčević déclare préférer les trois chansons reçues de Darko Dimitrov et que sa participation au concours s'appellerait Pobeda (Victoire) ; il s'agissait cependant d'un titre provisoire. Laura Rosca et Darko Dimitrov travaillent sur la version anglaise de la chanson sur un thème rock. La chanson dans ses versions en macédonien et en anglais est présentée au public lors d'une édition spéciale de l'émission MRT Hit na mesecot le 22 février 2014.
To the Sky est d'abord présentée lors de la deuxième demi-finale le jeudi 8 mai. La chanson est la onzième de la soirée, suivant Cheesecake interprétée par Teo pour la Biélorussie et précédant Hunter of Stars interprétée par Sebalter pour la Suisse.
Tijana Dapčević est rejointe sur scène par sa jeune sœur Tamara Todevska, qui est choriste. Cette dernière est la représentante de la Macédoine en 2008 et 2019. Dimitar Andonovski et Nikola Perevski-Pere sont aussi choristes. Le chorégraphe et danseur Dejan Kolarov les accompagne dans un numéro tandis que les écrans LED projettent des lignes mobiles blanches et des motifs concentriques.
La chanson obtient 33 points et finit treizième des quinze participants. Elle ne fait pas partie des dix premières chansons sélectionnées pour la finale.

### Points attribués à la Macédoine lors de la seconde demi-finale
| 12 points  | 10 points | 8 points | 7 points                    | 6 points                 |
| ---------- | --------- | -------- | --------------------------- | ------------------------ |
| - Slovénie | - Suisse  |          |                             |                          |
| 5 points   | 4 points  | 3 points | 2 points                    | 1 point                  |
|            |           | - Malte  | - Géorgie - Israël - Italie | - Biélorussie - Finlande |